# Liste der 999 Frauen des Heritage Floor/Isabella d’Este
Diese Liste beschreibt das Gedeck für Isabella d’Este auf dem Tisch der Kunstinstallation The Dinner Party von Judy Chicago. Sie ist Teil der Liste der 999 Frauen des Heritage Floor, die den jeweiligen Gedecken auf dem Tisch zugeordnet sind. Die Namen der 999 Frauen befinden sich auf den Kacheln des Heritage Floor, der unterhalb des Tisches angeordnet, zur Kunstinstallation gehört.

## Beschreibung
Die Installation besteht aus einem dreiseitigen Tisch, an dem jeweils 13 historische oder mythologische Persönlichkeiten, somit insgesamt 39 Personen, von der Urgeschichte bis zur Frauenrechtsbewegung Platz finden. Diesen Personen wurde am Tisch jeweils ein Gedeck bestehend aus einem individuell gestalteten Tischläufer, einem individuell gestalteten Teller sowie einem Kelch, Messer, Gabel, Löffel und einer Serviette zugeordnet. Die erste Seite des Tisches widmet sich der Urgeschichte bis zur Römischen Kaiserzeit, die zweite der Christianisierung bis zur Reformation und die dritte von der Amerikanischen Revolution bis zur Frauenbewegung. Jedem Gedeck auf dem Tisch sind weitere Persönlichkeiten zugeordnet, die auf den Fliesen des Heritage Floor, der den Raum unter dem Tisch und die Mitte des Raumes zwischen den Seite des Tisches einnimmt, einen Eintrag erhalten haben. Diese Liste erfasst die Persönlichkeiten, die dem Gedeck von Isabella d’Este zugeordnet sind. Ihr Platz befindet sich an der zweiten Tischseite.

### Hinweise
Zusätzlich zu den Namen wie sie in der deutschen Transkription oder im wissenschaftlichen Sprachgebrauch benutzt werden, wird in der Liste die Schreibweise aufgeführt, die von Judy Chicago auf den Kacheln gewählt wurde.
Die Angaben zu den Frauen, die noch keinen Artikel in der deutschsprachigen Wikipedia haben, sind durch die unter Bemerkungen angeführten Einzelnachweise referenziert. Sollten einzelne Angaben in der Tabelle nicht über die Hauptartikel referenziert sein, so sind an der entsprechenden Stelle zusätzliche Einzelnachweise angegeben. Bei Abweichungen zwischen belegten Angaben in Wikipedia-Artikeln und den Beschreibungen des Kunstwerks auf der Seite des Brooklyn Museums wird darauf zusätzlich unter Bemerkungen hingewiesen.

### Gedeck für Isabella d’Este

Tizian, Porträt der Isabella d’Este (etwa 1534–1536)

Isabella d’Este wurde am 18. Mai 1474 in Ferrara als Tochter von Ercole I. d’Este, Herzog von Ferrara, und Leonora von Neapel geboren. Gemeinsam mit ihren Geschwistern wurde sie in Latein, Musik, Tanz, griechischer und römischer Geschichte und klassischer Literatur unterrichtet. Ihr großes Interesse galt der Astrologie und sie studierte Landkarten, zudem spielte sie leidenschaftlich Schach und Kartenspiele. Im Februar 1490 heiratete sie Gianfrancesco II. Gonzaga, Markgraf von Mantua, mit dem sie acht Kinder hatte. Mehrfach regierte sie die Markgrafschaft. So von 1489 bis 1498, als Gianfrancesco für die Republik Venedig als Militärkommandeur tätig war, 1509 bis 1510, als er sich in venezianischer Gefangenschaft befand, die sie mit diplomatischen Mitteln beenden konnte und nach seinem Tod im Jahr 1519, bis ihr Sohn Federico II. Gonzaga die Regierungsgeschäfte übernehmen konnte.
Ihrer Begabung ist es zu verdanken, dass sich die politische Position Mantuas verbesserte. Mantua wurde 1530 zum Herzogtum erhoben und die Ernennung ihres jüngeren Sohnes Ercole 1527 zum Kardinal ging ebenfalls auf ihre Bemühungen zurück. Um ihre Söhne zu fördern, schickte sie diese zur Ausbildung an wichtige europäische Königshöfe. Diese Praktik ging auf ihre Erfahrung zurück, als ihr ältester Sohn Federico 1510 als Geisel für den Vater an den Hof von Julius II. nach Rom gegeben werden musste, was sich jedoch positiv auf seine Erziehung auswirkte. Ein weiterer Nebenaspekt waren die Verbindungen, die sich durch den Aufenthalt am Hof entwickelten. Nach Federicos Rückkehr aus Rom schickte sie ihn an den Hof des französischen Königs und ihren Sohn Ferrante an den Hof Karls V. Dadurch konnte sich die Familie Gonzaga mit den wichtigen Machtzentren vernetzen.
Isabella d’Este reiste 1525 nach Rom, um sich dort zugunsten eines Kardinalstitels für ihren Sohn Ercole einzusetzen. Auch nachdem dies geregelt war, blieb Isabella noch in Rom, um das kulturelle und gesellschaftliche Leben zu genießen. So war sie noch in Rom, als die außer Kontrolle geratenen Söldnertruppen Karls V. im Sacco di Roma Rom angriffen, mordeten und plünderten. Isabella organisierte den Palazzo Colonna zu einer Verteidigungsbastei und versammelte dort über 2000 Adelige mit deren Bediensteten. Sie hoffte, dass ihr Sohn Ferrante, der im Heer von Karl V. diente, sie zusammen mit anderen schützen könnte. Durch die Zahlung von Lösegeld konnte sie den Palast von Plünderern frei halten und organisierte die Flucht der Gruppe mit Hilfe von Barken über den Tiber. Über Genua, wo die Gruppe in Sicherheit war, erreichte Isabella schließlich Mantua.
Isabella d’Este gilt als die bedeutendste Kunstmäzenin der Renaissance. Ihre umfangreiche Korrespondenz, etwa 28.000 Briefe an Isabella und Kopien von ca. 12.000 Briefen, die sie geschrieben hat, dokumentieren ihr Wirken. Sie förderte die Malerei, in dem sie berühmte Künstler beauftragte, ebenso wie die Bildhauerei, beschäftigte Baumeister, war in Kontakt mit Geisteswissenschaftlern und unterstützte Komponisten und Musiker. In der Mode galt sie als Vorbild ihrer Zeit. Ihre Mode wurde in Italien und am französischen Hof kopiert.
Das Gedeck für Isabella d’Este greift zwei wesentliche Züge von ihr auf, ihre Rolle als Herrscherin in Mantua und als Kunstmäzenin. Ihr Teller ist in den Farben Gold, Weiß und Königsblau gehalten, im Stil der Urbino-Majolika, die auch von Isabella d’Este gefördert wurde. Die goldenen Elemente sind erhöht gearbeitet und bilden einen strukturellen Rahmen für das Design. In der Mitte des Tellers findet sich ein Kreis, in dem Kolonnaden räumlich dargestellt sind. Die in der Renaissance wiederbelebten Techniken zur Schaffung dreidimensionaler und realistischer Werke mittels Perspektive, Horizontlinien und Fluchtpunkten greift der Teller auf. Der äußere Kranz des Tellers ist durch sechs Bogenelemente getrennt und durch vier Leiterelemente und zwei Blütenelemente gestaltet. Der Tischläufer trägt auf der Vorderseite drei verschiedene Lilienmuster und auf der Rückseite das Wappen der Familie d’Este, verziert mit Quasten. Die Seiten sind mit Schilden gestaltet, als Hintergrundfarbe für die gestalteten Bereiche wählte Chicago Blau, die Zierelemente sind in Gold eingefasst und die Mitte des Läufers ist weiß gehalten. Der initiale Buchstabe „I“ auf der Vorderseite ist mit einer blütenähnlichen Form umgeben, die ebenfalls die Farben des Läufers aufnimmt.
| Name                    | Schreibweise auf der Kachel | Geburtsdatum | kulturräumliche Zuordnung          | Bemerkungen | Bild |
| ----------------------- | --------------------------- | ------------ | ---------------------------------- | --- | ---- |
| Agnès Sorel             | Agnès Sorel                 | um 1422      | Königreich Frankreich              | Erste bekannte Mätresse des französischen Königs Karl VII. |      |
| Alessandra Giliani      | Alessandra Giliani          | 1307         | Universität Bologna                | Soll die erste Frau gewesen sein, die als Anatomin oder Pathologin gearbeitet hat. Ihre Lebensdaten sind nur sehr rudimentär dokumentiert, so dass es auch sein kann, dass sie eine fiktive Persönlichkeit ist. |      |
| Annabella Drummond      | Annabella Drummond          | 1350         | Schottland                         | Königin von Schottland. |      |
| Anne de Beaujeu         | Anne of Beaujeu             | 1461         | Haus Bourbon                       | Anne übernahm nach dem Tod des Vaters am 30. August 1483 bis 1491 die Regentschaft für ihren minderjährigen Bruder Karl VIII. Sie setzte mit Hilfe ihres Mannes und den Beratern ihres Vaters die Königsgewalt gegen Aufstände der großen Lehnsherren durch.                                                                       |      |
| Anne de Bretagne        | Anne of Brittany            | 1477         | Französisches Königreich, Bretagne | War durch ihre Ehen Erzherzogin von Österreich (1490–1491), Königin von Frankreich (1491–1498), Königin von Sizilien und Jerusalem und erneut Königin von Frankreich (1499–1514) sowie Herzogin von Mailand. Bekannt wurde sie unter anderem durch ihr Interesse an den von ihr geförderten Künsten.                               |      |
| Barbara Strozzi         | Barbara Strozzi             | 1619         | Republik Venedig                   | Sängerin (Sopran) und Komponistin des Barocks. |      |
| Battista Malatesta      | Baptista Malatesta          | 1384         | Herzogtum Urbino                   | Gelehrte Adlige, Dichterin und Rednerin. |      |
| Cassandra Fedele        | Cassandra Fidelis           | um 1465      | Republik Venedig                   | In den letzten Jahrzehnten des Quattrocento war sie die bekannteste Wissenschaftlerin Italiens. |      |
| Caterina Cornaro        | Caterina Cornaro            | 1454         | Königreich Zypern                  | Die letzte Königin von Zypern. 1489 erklärte sie, eine „Tochter des Heiligen Markus“ zu sein, damit übergab sie Venedig die Kontrolle über Zypern. |      |
| Caterina Sforza         | Caterina Sforzia            | 1463         | Herzogtum Mailand                  | Italienische Adelige und Gräfin von Forlì und Herrin von Imola, zuerst mit ihrem Ehemann Girolamo Riario und nach seinem Tod als Regentin ihres Sohnes Ottaviano. Von ihr stammt ein Buch mit Rezepten in Chemie (Alchemie), Medizin und Pharmazie.                                                                                |      |
| Dorotea Bucca           | Dorotea Bucca               | 1360         | Universität Bologna                | Ärztin, übernahm 1390 von ihrem Vater den Lehrstuhl für Medizin und Philosophie an der Universität von Bologna und behielt diesen für 46 Jahre bis zu ihrem Tod im Jahr 1436. |      |
| Elisabetta Gonzaga      | Elisabetta Gonzaga          | 1471         | Herzogtum Urbino                   | Sie zählt zu den bekanntesten Frauen der italienischen Renaissance und zeichnete sich durch ihre Bildung, ihren Kunstsinn, ihr Mäzenatentum und durch ihre unbeirrte Haltung gegenüber Schicksalsschlägen aus. |      |
| Francesca Caccini       | Francesca Caccini           | 1587         | Florenz                            | Opernsängerin (Sopran), Komponistin und Instrumentalistin. Sie gehört zu den Pionieren der Gattung Oper. Ihre Oper La liberazione di Ruggiero dall’isola d’Alcina (1625) gilt als früheste erhaltene Oper einer Komponistin. |      |
| Gaspara Stampa          | Gaspara Stampa              | 1523         | Republik Venedig                   | Sie gilt als die größte Dichterin der italienischen Renaissance und wird von vielen als die größte italienische Dichterin aller Zeiten angesehen. |      |
| Isabella                | Isabella of Lorraine        | um 1400      | Lothringen                         | Herzogin von Lothringen. Als erste Gattin Renés I. von Anjou war sie außerdem u. a. von 1435 bis 1442 Königin von Neapel. |      |
| Isabella Andreini       | Isabella Andreini           | 1562         | Republik Venedig                   | Schauspielerin und Schriftstellerin. Ihr Charakter, die Isabella-Rolle der Commedia dell'arte, wurde nach ihr benannt. |      |
| Isabella Cortese        | Isabella Cortesi            | 16. Jh.      | Italien                            | Alchemistin (Chemikerin) des 16. Jahrhunderts. |      |
| Johanna von Flandern    | Jeanne de Montfort          | 1295         | Bretagne                           | Herzogin von Bretagne durch ihre Ehe mit Herzog Johann IV. Sie übernahm 1342 die Verteidigung der belagerten Stadt Hennebont. Während der Belagerung trug sie Waffen und Rüstung, kommandierte die Verteidiger der Stadt und forderte die Frauen auf, ihre Röcke abzuschneiden und ihre Sicherheit in die eigenen Hände zu nehmen. |      |
| Jolanthe von Aragón     | Yolanda of Aragon           | 1379         | Herzogtum Anjou                    | Erbin von Bar-Mousson, Lunel, Berre und Martigues; als Gemahlin Ludwigs II. Herzogin von Anjou. Jolanthe wurde Königin der vier Königreiche genannt. |      |
| Katharina von Genua     | Catherine Adorni            | 1474         | Genua                              | Italienische römisch-katholische Heilige und Mystikerin, bewundert für ihre Arbeit unter den Kranken und Armen und erinnert an verschiedene Schriften, die sowohl diese Handlungen als auch ihre mystischen Erfahrungen beschreiben.                                                                                               |      |
| Laura Battiferri        | Laura Ammanati              | 1523         | Florenz                            | Dichterin des Cinquecento und Ehefrau des Bildhauers und Architekten Bartolomeo Ammanati. |      |
| Laura Cereta            | Laura Cereta                | 1469         | Brescia                            | Gelehrte und Schriftstellerin des Humanismus. |      |
| Lucrezia Borgia         | Lucrezia Borgia             | 1480         | Herzogtum Ferrara                  | Italienisch-spanische Renaissancefürstin, uneheliche Tochter von Papst Alexander VI. und Vanozza de’ Cattanei, Schwester von Cesare, Juan und Jofré Borgia. |      |
| Lucrezia Tornabuoni     | Lucrezia Tournabuoni        | 1425         | Florenz                            | Dichterin, Ehefrau des Bankiers und florentinischen Politikers Piero di Cosimo de’ Medici. |      |
| Maria de’ Medici        | Marie de Medici             | 1575         | Königreich Frankreich              | Frau des französischen Königs Heinrich IV., Mutter Ludwigs XIII. Nach der Ermordung Heinrichs IV. 1610 übernahm sie mehrere Jahre lang die Regentschaft für den noch unmündigen Kronprinzen. |      |
| Mathilde                | Mahaut of Artois            | 1268         | Grafschaft Artois                  | Gräfin von Artois, Pfalzgräfin von Burgund und Pair von Frankreich. |      |
| Mechthild von der Pfalz | Mathilda of Germany         | 1419         | Erzherzogtum Österreich            | kurpfälzische Prinzessin, Gräfin von Württemberg und Erzherzogin von Österreich, eng mit der Bildungsbewegung des Frühhumanismus verbunden. |      |
| Novella Andreae         | Novella D’Andrea            | 1312         | Universität Bologna                | Rechtswissenschaftlerin und Professorin für Rechtswissenschaften an der Universität von Bologna. |      |
| Olympia Fulvia Morata   | Olympia Morata              | 1526         | Ferrara und Heidelberg             | Dichterin und humanistische Gelehrte. Ihre „Leistungen führten die Tradition der italienischen Humanistinnen auf die andere Seite der Alpen, wo es bisher wenige solcher Frauen gab“. (Margaret L. King) |      |
| Tarquinia Molza         | Tarquinia Molza             | 1542         | Modena                             | Musikerin und Dichterin. |      |
| Tullia d’Aragona        | Tullia D’Aragona            | um 1510      | Rom                                | Kurtisane sowie Dichterin und Philosophin der Renaissance. |      |
| Veronica Gambara        | Veronica Gambara            | 1485         | Herzogtum Mailand                  | Dichterin. Verheiratet mit Giberto X., Herrn von Correggio. Nach dessen Tod 1518 regierte sie den kleinen Stadtstaat mit Geschick, auch wenn sie eher einem kontemplativen Leben zugeneigt war. |      |
| Vittoria Colonna        | Vittoria Colonna            | 1492         | Rom                                | Durch ihre Ehe mit dem Markgrafen von Pescara, einem erfolgreichen Heerführer, wurde sie Markgräfin. Nach seinem Tod an den Folgen einer in der Schlacht erlittenen Verwundung blieb sie Witwe und kinderlos und widmete sich kulturellen und religiösen Aufgaben. Mit Michelangelo verband sie eine enge Freundschaft.            |      |

Einzelnachweise
1. ↑  Brooklyn Museum: Isabella d’Este. In: brooklynmuseum.org. Abgerufen am 26. Oktober 2019.